# 黒い太陽 (記号)

ヴェヴェルスブルク城の旧「親衛隊大将の間」にある日輪をモデルにした「黒い太陽」を表現したもの

黒い太陽（くろいたいよう）は、12個の放射状のジークルーネ（ᛋ）あるいは3つの重ね合わせた鉤十字（卐）で構成された、秘教的シンボルの一つである。名はドイツ語のSchwarze Sonneに由来し、このシンボルはまた日輪を意味するSonnenradとして知られている。最初に登場したのは、国民社会主義時代に親衛隊長官ハインリヒ・ヒムラーが親衛隊の中心地となることを意図して改造・拡張した古城ヴェヴェルスブルク（Wewelsburg）の北塔の一室、「親衛隊大将の間」（Obergruppenführersaal）に埋め込んだ日輪の形をした似たような床飾りであるが、そのデザイン自体に名前があったのか、親衛隊の中で特別な意味を持っていたのかは不明である。ラッセル・マクラウドという偽名の作家による1991年のドイツの小説「タシ・ルンポの黒い太陽」（Die Schwarze Sonne von Tashi Lhunpo）は、ヴェヴェルスブルクの文様とネオナチの「黒い太陽」という概念を結びつけている。以後、その文様は旧来の秘教的なネオナチの概念である「黒い太陽」と同一視されている。1990年代以降、黒い太陽が極右や秘教的な右翼の中で、代用記号として、また識別記号として使われてきた。

## ヴェーヴェルスブルクモザイク

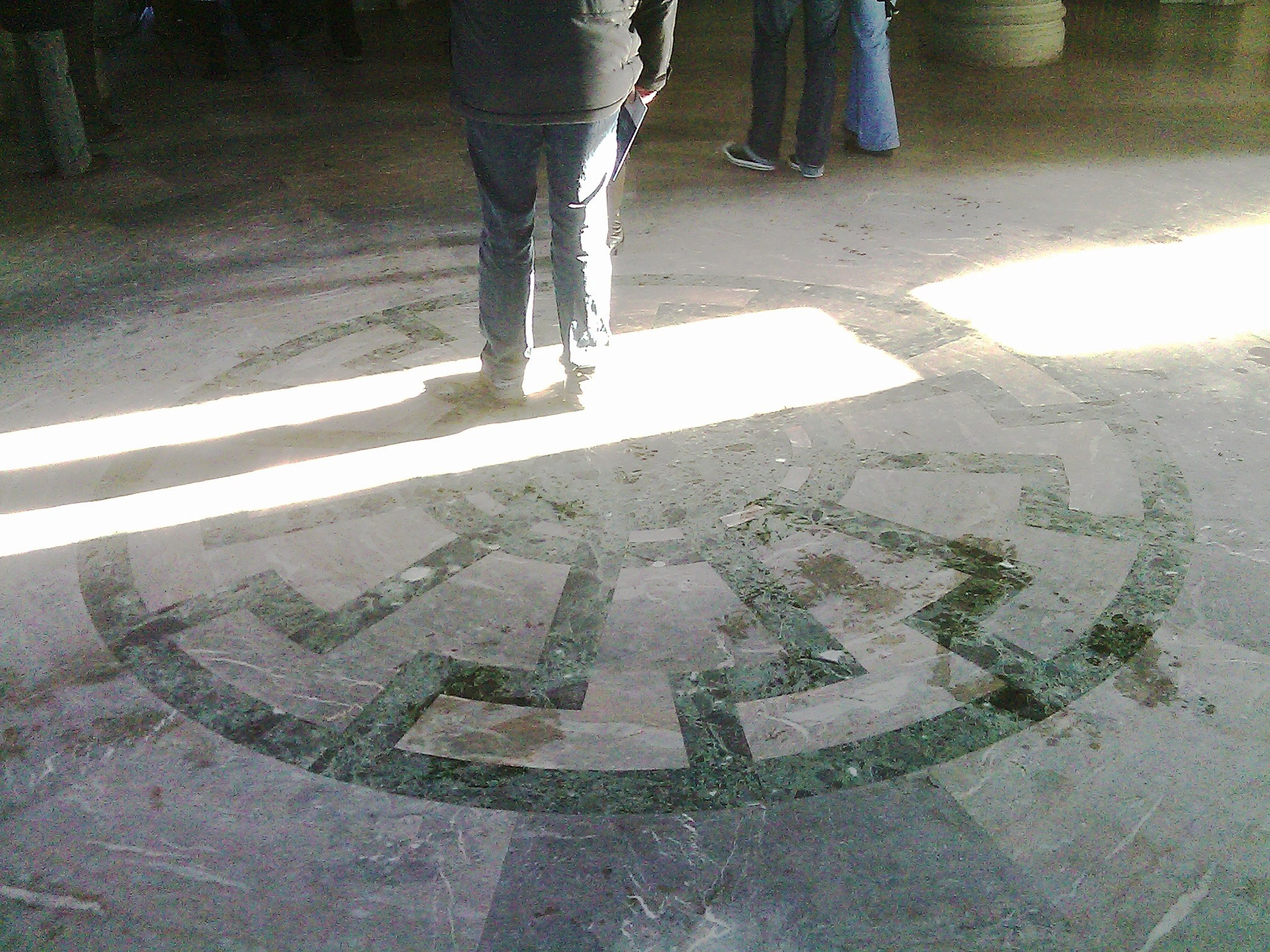
旧Obergruppenführersaalのフロア（「将軍ホール」）ヴェーヴェルスブルク城のノースタワーの1階にあり、ホールの中央に濃い緑色のモザイクが見られる。

ナチス親衛隊SS『SIG』のルーン文字のロゴとして使用された。

## ネオナチズム
黒い太陽のシンボルは、ネオファシスト、ネオナチ、極右、白人ナショナリストに広く使われている。このシンボルは、急進派の旗、Tシャツ、ポスター、ウェブサイト、急進派グループに関連する極端な出版物によく登場する。現代の極右団体は、このシンボルをsun wheel（「日輪」の英語）またはSonnenrad（「日輪」のドイツ語）と呼ぶことが多い。
クライストチャーチモスクを銃撃したブレントン・タラント（Brenton Tarrant）、オーストラリアのネオナチ団体「対蹠地抵抗運動」、ウクライナの極右国家警備隊「アゾフ連隊」など、多くの極右団体や個人がこのシンボルを政治宣伝に利用している。また、米国バージニア州シャーロッツビルで開催された「ユナイト・ザ・ライト・ラリー」（「右翼を結束する集会」）に参加した複数の急進派グループのメンバーもこのシンボルを掲げていた。